# Wire (logiciel)
Pour les articles homonymes, voir Wire.
Wire est un client de messagerie instantanée gratuit, chiffré et multiplateforme créé par Wire Swiss (en). Il est disponible sur iOS, Android, Linux, Windows, macOS et sur navigateur Web. Il utilise Internet pour passer des appels vocaux et vidéo, envoyer des textos, des fichiers, des images, des vidéos, des fichiers audio et des dessins de l’utilisateur en fonction des clients utilisés. Il requiert un numéro de téléphone ou une adresse de courriel pour s’inscrire.
De nombreux employés travaillant pour Wire ont travaillé auparavant avec Skype ; le projet est soutenu par le cofondateur de Skype Janus Friis. La qualité audio est un des principaux arguments de vente de Wire.
En 2019, Wire devient une entreprise américaine donc soumise au CLOUD Act, permettant aux instances de justice (fédérales ou locales, y compris municipales) de contraindre les fournisseurs de services établis sur le territoire des États-Unis à livrer les données stockées sur leurs serveurs, même si ceux-ci se trouvent hors des États-Unis.

## Historique
Wire Swiss GmbH a lancé l’application Wire le 3 décembre 2014. Peu de temps après son lancement, l'entreprise a retiré une déclaration de son site web selon laquelle les messages et l’historique des conversations de l’application ne pouvaient être lus que par les participants des conversations,. En aout 2015, l'entreprise a ajouté des appels de groupe à son application. De son lancement jusqu’en mars 2016, les messages de Wire étaient chiffrés seulement entre le client et le serveur de l’entreprise. En mars 2016, l'entreprise a ajouté le chiffrement de bout-en-bout de sa messagerie, ainsi qu’une fonctionnalité d’appels vidéo. Wire Swiss GmbH a publié le code source des applications client de Wire sous licence GPLv3 en juillet 2016. l'entreprise a également publié un certain nombre de restrictions qui s’appliquent aux utilisateurs qui ont compilé leurs propres applications. Entre autres choses, ils ne peuvent pas changer la façon dont les applications se connectent et interagissent avec les serveurs centralisés de l'entreprise,.
En 2016, les serveurs sont hébergés au sein de l’Union européenne et protégés par les lois européennes.
En 2019, Wire est devenu une entreprise américaine donc soumise au Clarifying Lawful Overseas Use of Data Act (CLOUD Act), permettant aux autorités américaines d'obliger les opérateurs basés aux États-Unis, sur requête de justice, de livrer les données stockées sur leurs serveurs, même si ceux-ci se trouvent hors des États-Unis,. L’entreprise n’a pas informé ses utilisateurs de ce changement organisationnel et politique, ainsi que les conséquences juridiques que cela aurait,.
Wire Group Holding a été relocalisée à Berlin, en Allemagne, en 2020.

## Fonctionnalités
Wire permet aux utilisateurs d’échanger des messages textuels, vocaux, des photos, des vidéos et de la musique. L’application prend également en charge les appels de groupe.
L’application permet les appels de groupe avec jusqu’à cinq participants. Une fonctionnalité stéréo place les participants dans un « espace virtuel » de sorte que les utilisateurs peuvent percevoir de quelle direction proviennent les voix. L’application s’adapte à différentes conditions de réseau.
L’application prend en charge l’échange d’animation GIF jusqu’à 5 Mo par le biais d’une intégration à une société appelée Giphy. Les versions iOS et Android incluent aussi une fonctionnalité qui permet aux utilisateurs de dessiner une esquisse dans une conversation ou une photo. YouTube, SoundCloud, Spotify et Vimeo intégrations permettent aux utilisateurs de partager de la musique et des vidéos dans les discussions.
Wire est disponible sous application mobile, de bureau et sur la Toile. Le service web est appelé Wire for Web. L’activité de Wire est synchronisée sur iOS, Android et applications web. La version de bureau prend en charge le partage d’écran.
Wire comprend également une fonctionnalité de messagerie éphémère,.

## Aspects techniques
Wire assure de bout en bout le chiffrement de ses messages instantanés. Les messages instantanés de Wire sont chiffrés via Proteus, un protocole de Wire Swiss développé sur la base du protocole de Signal. Les appels audio de Wire sont chiffrés avec les protocoles DTLS et SRTP, et ses appels vidéo avec le protocole RTP. En outre, la communication client-serveur est protégée par le protocole Transport Layer Security.

### Métadonnées
En mai 2017, Motherboard a publié un article disant que les serveurs de Wire « gardent une liste de tous les utilisateurs qu’un client a contactés jusqu’à ce qu’il supprime son compte ». Wire Swiss a confirmé que la déclaration était exacte, en disant qu’ils gardent les données afin d’« aider à la synchronisation des conversations entre plusieurs appareils », et qu’« il se pourrait qu’ils changent d’approche dans le futur ».

## Sécurité
En décembre 2016, le livre blanc de Wire a été examiné par un chercheur en sécurité de l’Université de Waterloo, en Ontario. Le chercheur fait l’éloge de Wire pour son approche de la sécurité, mais a relevé de graves problèmes qui restent à régler. Parmi eux, une attaque de l’homme du milieu sur les communications vocales et vidéo, de possibles fuites audio et vidéo en fonction de paramètres codec indéterminés, le fait que tous les mots de passe des utilisateurs sont téléversés vers les serveurs de Wire, une importante surface d’attaque pour le code de remplacement dans le client de bureau et le fait que le serveur n’est pas open-source. Le chercheur décrit la sécurité de Wire comme faible par rapport à celle de Signal, mais a également qualifié ses problèmes comme surmontables. Les développeurs de Wire ont annoncé l’ajout de l’authentification de bout-en-bout aux appels de Wire le 14 mars 2017, et ont commencé à ouvrir le code du serveur de Wire le 7 avril 2017.
Le 9 février 2017, Kudelski Security et X41 D-Sec ont publié un examen conjoint de la mise en oeuvre du protocole de messagerie chiffrée de Wire. Des problèmes non critiques ont été trouvés qui ont le potentiel de mener à une dégradation du niveau de sécurité. L’examen a révélé que « des clés publiques invalides pouvaient être transmises et traitées sans générer d’erreur ». Le rapport a également recommandé que d’autres améliorations en matière de sécurité soient mises en œuvre pour répondre aux risques de sécurité des fils de discussion et les données sensibles en mémoire. Les développeurs de Wire ont dit que « les problèmes qui ont été découverts au cours de l’examen ont été corrigés et déployés sur iOS et Android. Le déploiement est en cours pour la version web de Wire et les applications de bureau ».

## Modèle économique
Wire Swiss GmbH reçoit le soutien financier d’une société appelée Iconical. Selon un article publié par Reuters, Wire Swiss n’a pas révélé combien il a reçu de financement et doit encore trouver un modèle économique viable. En mars 2016, le président exécutif de Wire Janus Friis a dit à Bloomberg que la compagnie « ne créera jamais de modèle économique basé sur la publicité », mais « pourrait facturer certains services premium dans le futur ».